# Кравчик рудощокий
Кра́вчик рудощокий (Orthotomus ruficeps) — вид горобцеподібних птахів родини тамікових (Cisticolidae). Мешкає в Південно-Східній Азії.

## Опис
Довжина птаха становить 11-12 см, вага 7 г. Верхня частина тіла темно-сіра, нижня частина тіла переважно білувата, горло, груди і боки сіруваті. Голова рудувато-коричнева. Хвіст темно-сірий, стернові пера на кінці білі.

## Підвиди
Виділяють дев'ять підвидів:
- O. r. cineraceus Blyth, 1845 — Малайський півострів, Суматра, острови Банка, Белітунг;
- O. r. germaini Fuchs & Zuccon, 2018 — південний В'єтнам і південно-східна Камбоджа;
- O. r. baeus Oberholser, 1912 — острови Ніас і Пагай;
- O. r. concinnus Riley, 1927 — острови Сіберут і Сіпура[en] (Ментавайські острови);
- O. r. ruficeps (Lesson, R, 1830) — Ява;
- O. r. palliolatus Chasen & Kloss, 1932 — острови Карімун-Ява[en] і Кангеан[en];
- O. r. baweanus Hoogerwerf, 1962 — острів Бавеан;
- O. r. borneoensis Salvadori, 1874 — Калімантан;
- O. r. cagayanensis Riley, 1935 — острів Мапун[en].

## Поширення і екологія
Рудощокі кравчики мешкають в М'янмі, Таїланді, В'єтнамі, Камбоджі, Малайзії, Індонезії, Філіппінах і Брунеї. Вони живуть у вологих рівнинних і заболочених тропічних лісах, мангрових лісах, чагарникових заростях і садах. Сезон розмноження триває з січня по липень, в кладці 2-3 яйця.